# لوتز زولیکه
اتو ویلهلم لوتز زولیکه (زاده ۲ اکتبر ۱۹۳۶ در بیترفلد ) یک شیمیدان نظری آلمانی است.

## زندگی و کار
زولیکه پس از تحصیل در رشته فیزیک در دانشگاه لایپزیگ، از سال ۱۹۶۲ تا ۱۹۶۰ به عنوان دستیار علمی در گروه تحقیقاتی شیمی نظری در آکادمی علوم لایپزیگ زیر نظر برنهارد کوکل ، که همچنین استاد راهنما پایان نامه او را بر عهده داشت، کار کرد و با آن دکترای خود را از دانشگاه لایپزیگ دریافت کرد . در سال ۱۹۶۲، زولیکه به مؤسسه شیمی فیزیک آکادمی علوم در برلین نقل مکان کرد، جایی که در سال ۱۹۷۲ رئیس یک گروه کاری (بخش شیمی نظری) شد. در سال ۱۹۷۴ او در دانشگاه هومبولت برلین موفق به اخذ درجه شایستگی شد. او در پایان نامه خود به بررسی کاربرد قضیه هلمن-فاینمن در شیمی کوانتومی پرداخت. در سالهای ۱۹۷۷ و ۱۹۷۶ او در مؤسسه فیزیک شیمی آکادمی علوم اتحاد جماهیر شوروی در مسکو بود. در سال ۱۹۷۸ استاد آکادمی علوم جمهوری دموکراتیک آلمان شد. در سال ۱۹۸۶ ، آنگلا مرکل دکترای خود را از او دریافت کرد. در سال ۱۹۹۰/۹۱، زولیکه مدیر عامل مؤسسه مرکزی شیمی فیزیک آکادمی علوم بود. در سال ۱۹۹۳ استاد تمام مؤسسه شیمی در دانشگاه پوتسدام شد. او اکنون استاد بازنشسته است.
در سال ۱۹۷۵ جایزه فردریش-وولر-پریس از انجمن شیمی (به همراه هانس یواخیم تیمپ) به او اهدا شد. در سال ۱۹۸۰ جایزه مشترک (رده اول) آکادمی علوم جمهوری دموکراتیک آلمان و آکادمی علوم چکسلواکی و در سال ۱۹۸۷ نشان وانت هاف آکادمی علوم جمهوری دموکراتیک آلمان را دریافت کرد. از سال ۱۹۹۲ تا ۱۹۹۰ او عضو متناظر آکادمی علوم جمهوری دموکراتیک آلمان بود.
زمینه های تحقیقاتی او شیمی نظری، ساختار مولکولی و دینامیک است.

## آثار
- در مورد محاسبه دقیق از ابتدا سیستم های چند الکترونی مولکولی. بررسی ساختار الکترونیکی مولکول آب. پایان نامه، لایپزیگ ۱۹۶۵
- روابط هلمن-فاینمن و کاربرد آنها در شیمی کوانتومی. پایان نامه توانبخشی، برلین ۱۹۷۴